# Hafenbinder
Ein Hafenbinder übte eine handwerkliche Tätigkeit aus, indem er Gegenstände aus Keramik repariert und entstandene Risse oder Löcher flickt. Seine Tätigkeit ähnelte dabei einem Pfannen- oder Kesselflicker. Gebrochene Keramik wie z. B. Fayence wurde verkittet und mit in Bohrlöchern versenkten Eisenklammern wieder verbunden.